# مجمع لاتران الثاني
مجمع لاتران الثاني (1139)، هو المجمع المسكوني العاشر في الكنيسة الكاثوليكية، انعقد في كاتدرائية القديس يوحنا اللاتراني في روما ومنها اشتق اسمه، بناءً على دعوة البابا إينوسنت الثاني، وحضره ما يقارب 1000 أسقف وراهب وكاهن وموفد. كانت مهمته الرئيسية، رأب الصدع الذي حلّ بالكنيسة الغربية بعد انتخاب بابا مزيف في أعقاب وفاة البابا هونيروس الثاني. أقرّ المجمع أيضًا، مجموعة من القواعد والقوانين المتعلقة بتنظيم الحياة الرهبانية، وبعض الممارسات في أوروبا مثل الربا، وأدان تعاليم بعض الرهبان مثل هنري لوزان، في شؤون العقيدة.